# Maurizio Anania
Maurizio Anania (* 1969 in Cirò Marina) ist ein italienischer Filmregisseur und Autor.

## Leben
Anania inszenierte und schrieb 1998 und 2001 zwei Spielfilme, jeweils mit Lorenzo Flaherty. Sie hinterließen keinen großen Eindruck. 2005 wurde er im Zusammenhang mit Vergehen gegen die Oberschicht Roms verhaftet und erst nach einigen Monaten Untersuchungshaft wieder entlassen, wobei er seine Unschuld beteuerte. 2008 veröffentlichte er den Roman Cara Dafne.

## Filmografie
- 1998: Odi et amo
- 2001: Il conte di Melissa

## Schriften
- 2008: Cara Dafne, Azimut, ISBN 978-88-6003-059-7